# Sofia Open 2021
Giải quần vợt Sofia Mở rộng 2021 là một giải quần vợt thi đấu trên mặt sân cứng trong nhà. Đây là lần thứ 6 Giải quần vợt Sofia Mở rộng được tổ chức và là một phần của ATP World Tour 250 trong ATP Tour 2021. Giải đấu diễn ra tại Arena Armeec ở Sofia, Bulgaria, từ ngày 27 tháng 9 đến ngày 3 tháng 10 năm 2021.

## Nội dung đơn

### Hạt giống
| Quốc gia | Tay vợt                     | Xếp hạng1 | Hạt giống |
| -------- | --------------------------- | --------- | --------- |
| ITA      | Jannik Sinner               | 14        | 1         |
| FRA      | Gaël Monfils                | 20        | 2         |
| AUS      | Alex de Minaur              | 21        | 3         |
| KAZ      | Alexander Bublik            | 34        | 4         |
| SRB      | Filip Krajinović            | 37        | 5         |
| FRA      | Adrian Mannarino            | 43        | 6         |
| ESP      | Alejandro Davidovich Fokina | 45        | 7         |
| AUS      | John Millman                | 48        | 8         |

- 1 Bảng xếp hạng vào ngày 20 tháng 9 năm 2021.[2][3]

### Vận động viên khác
Đặc cách:
- Adrian Andreev
- Dimitar Kuzmanov
- Alexandar Lazarov

Vượt qua vòng loại:
- Egor Gerasimov
- Illya Marchenko
- Pedro Martínez
- Andreas Seppi

Thua cuộc may mắn:
- Kamil Majchrzak

### Rút lui
Trước giải đấu
- Roberto Bautista Agut → thay thế bởi  James Duckworth
- Alexander Bublik → thay thế bởi  Kamil Majchrzak
- Marin Čilić → thay thế bởi  Gianluca Mager
- Mackenzie McDonald → thay thế bởi  Emil Ruusuvuori

Trong giải đấu
- Ilya Ivashka

## Nội dung đôi

### Hạt giống
| Quốc gia | Tay vợt        | Quốc gia | Tay vợt            | Xếp hạng1 | Hạt giống |
| -------- | -------------- | -------- | ------------------ | --------- | --------- |
| FIN      | Henri Kontinen | JPN      | Ben McLachlan      | 81        | 1         |
| BIH      | Tomislav Brkić | SRB      | Nikola Ćaćić       | 93        | 2         |
| AUT      | Oliver Marach  | AUT      | Philipp Oswald     | 95        | 3         |
| AUS      | Luke Saville   | AUS      | John-Patrick Smith | 97        | 4         |

- 1 Bảng xếp hạng vào ngày 20 tháng 9 năm 2021.

### Vận động viên khác
Đặc cách:
- Adrian Andreev /  Alexandar Lazarov
- Alexander Donski /  Dimitar Kuzmanov

Thay thế:
- Plamen Milushev /  Radoslav Shandarov

### Rút lui
Trước giải đấu
- Jérémy Chardy /  Hugo Nys → thay thế bởi  André Göransson /  Hugo Nys
- Matthew Ebden /  Jonathan Erlich → thay thế bởi  Jonathan Erlich /  Dominic Inglot
- Sander Gillé /  Joran Vliegen → thay thế bởi  Jonny O'Mara /  Ken Skupski
- Marcos Giron /  Mackenzie McDonald → thay thế bởi  Lorenzo Musetti /  Andrea Vavassori
- Pedro Martínez /  Jaume Munar → thay thế bởi  Plamen Milushev /  Radoslav Shandarov

## Nhà vô địch

### Đơn
- Jannik Sinner đánh bại  Gaël Monfils 6–3, 6–4

### Đôi
- Jonny O'Mara /  Ken Skupski đánh bại  Oliver Marach /  Philipp Oswald, 6–3, 6–4